# فهرست کنیسه‌های اصفهان
کنیسه‌های یهودیان اصفهان را عبارتند از:
1. کنیسه ملایعقوب
2. کنیسه شکرا
3. کنیسه ملانیسان
4. کنیسه ملاربیع
5. کنیسه کتر داوود
6. کنیسه بزرگ
7. کنیسه کوچک
8. کنیسه کلی
9. کنیسه گلبهار
10. کنیسه اتحاد